# Unkei
Unkei (運慶) naix al 1151 i mor al 1223; fou un escultor japonés d'imatges búdiques (busshi) originari de Nara, pertanyent a l'Escola Kei del Període de Kamakura. Era fill de Kokei i pare de Tankei, també de l'Escola Kei. Prengué la direcció de l'escola vers el 1195 i l'honoraren amb el títol més alt eclesiàstic per als escultors budistes, hōin, el 1203. Treballà per a molts temples japonesos, i per a samurais o shogun.
El seu estil estava marcat per l'heroisme, el realisme perfecte, el dinamisme i la poderosa expressió que donava a les seues estàtues. Va trencar amb l'estil tradicional per fer un art realista que fou imitat arreu del Japó, només igualat per Kaikei; els historiadors de l'art solen referir-s'hi com el millor artista del seu temps i un dels millors escultors que ha conegut el Japó.

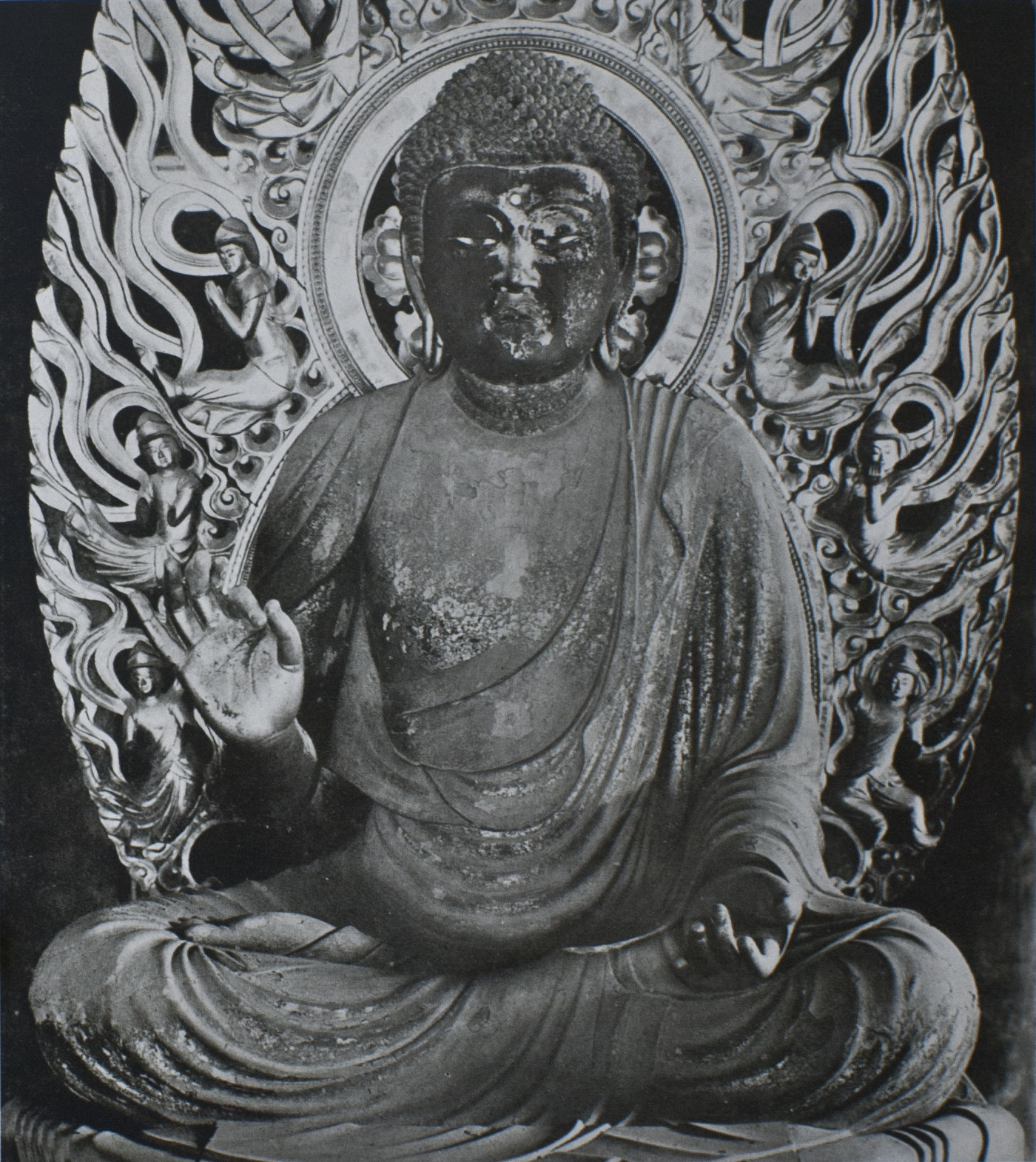
Maitreya al Hokuen-dō de Kōfuku-ji, 1208-1212,

Unkei estigué actiu a finals del Període Heian i començament del Període Kamakura, una època de grans canvis, perquè l'aristocràcia va perdre tot el poder a favor dels clans guerrers: es va establir el Shogunat de Kamakura (bakufu). Les escoles budistes dels segles anteriors (Tendai, Shingon) donaren pas a un budisme més popular centrat en la recerca interior de la fe, en particular les escoles de la Terra Pura (Jōdo en japonés). En la història de l'art, el període continua fortament caracteritzat per l'escultura de Kamakura, la darrera edat d'or de l'escultura japonesa, sota la influència de l'Escola Kei. Trencant amb l'idealisme i l'academicisme d'Heian, proposava un estil marcat pel realisme, el dinamisme, les influències de la Xina Song i l'estudi d'estils antics del Període Tenpyō, que corresponien millor al gust dels samurais, els nous mestres del Japó i les noves escoles de la Terra Pura. El material principal fou llavors la fusta durant uns segles, tallada amb el mètode conegut com a yosegi-zukuri (peces de fusta assemblades), que consistia a compondre una estàtua unint les peces que la componien, tallades per separat.
Fou a Nara on cresqué l'Escola Kei, participant en gran part en les renovacions dels temples destruïts pel clan Taira el 1180 durant les guerres Genpei, i la seua creació s'atribueix comunament a Kōkei, el pare i mestre d'Unkei. Així, doncs, l'art d'Unkei se situa al començament de l'escultura de Kamakura.

## Biografia

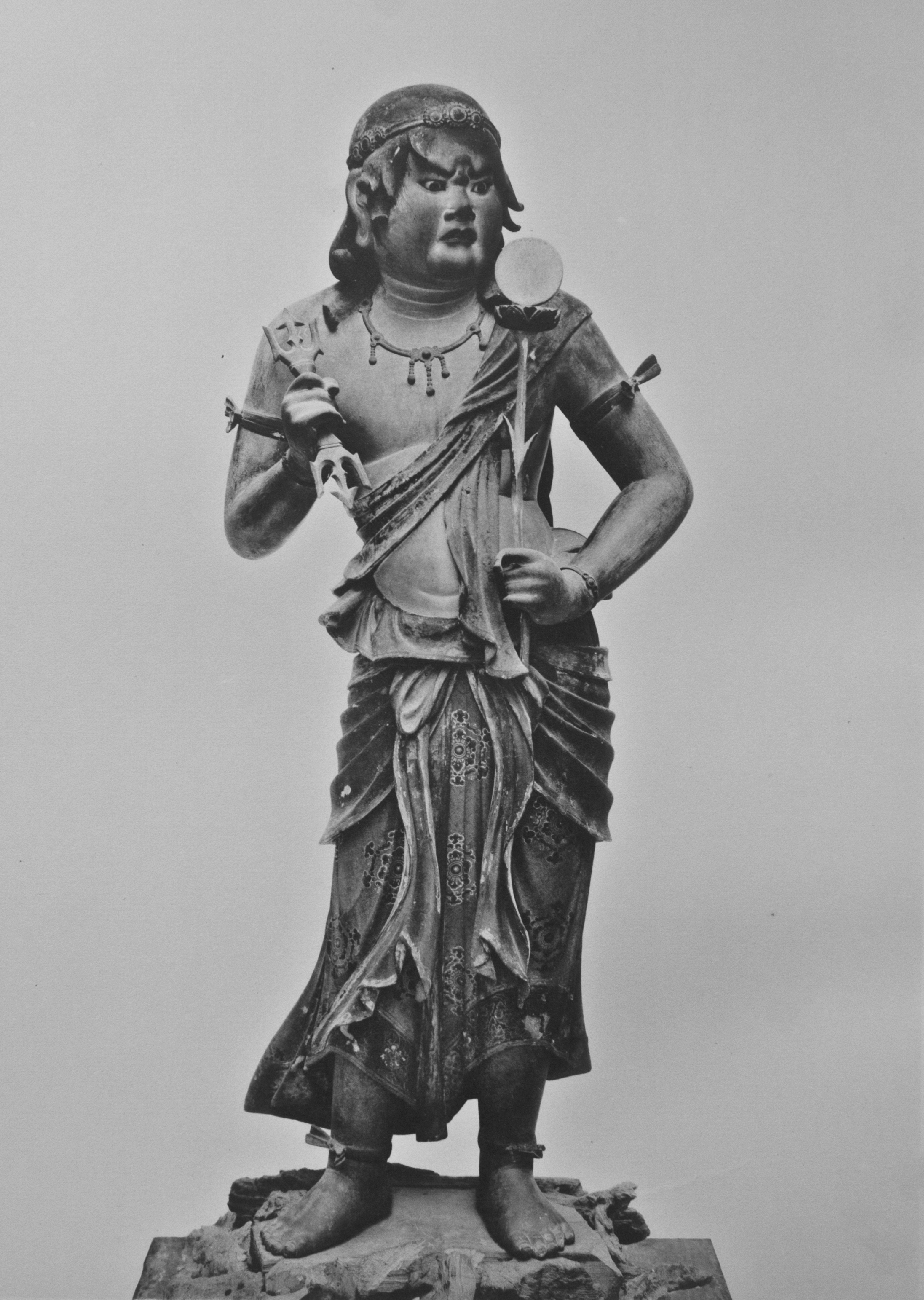
Ekō, un dels vuit acòlits (dōji) d'Acala al Reihōkan de Kongōbu-ji, 1197,

Nascut al voltant del 1151 (se'n desconeix la data exacta), Unkei era fill i aprenent de Kōkei. Aviat demostrà una tècnica excel·lent i va estudiar l'estil clàssic antic de Nara del segle VIII, així com l'estil del seu pare, tradicional però amb un cert desig de realisme. Una hipòtesi li atribuïa un dels Sanju Kannon del Sanjūsangen-dō quan tenia uns setze o dèsset anys, però hui troba poc de suport. Feu alguns viatges a l'est del Japó que li van permetre forjar el seu propi estil. Així, durant el primer viatge el 1186, treballà a Ganjoju-in (Shizuoka) el 1186 i després a Jōraku-ji (Kanagawa) el 1189. A Ganjōju-in, queden estàtues d'Amida, Fudō myōō i Bishamonten, encarregades per al temple pel samurai Hojo no Tokimasa, parent del shogun Minamoto no Yoritomo. A Jōraku-ji, va ser en nom de Wada Yoshimori que va esculpir una tríada d'Amida, i de nou un Fudō myōō i un Bishamonten.
Per ser més gran, fou el successor designat de l'Escola Kei i participà en els treballs de restauració dels grans temples de Nara destruïts el 1180 durant les guerres Genpei. A Kōfuku-ji, va produir amb èxit un Fukukenjaku Kannon (1189) i un Rei Celestial (Shi Tennō, 1189). Després d'una estada a la zona de Kamakura, va esculpir a Tōdai-ji un Rei Celestial al Daibutsu-den (1196), un Kōkūzō amb son pare, i va participar en la creació dels dos Niō (reis guardians) de la gran porta sud (1203), que es consideren obres mestres del període. Unkei s'inspirà en gran manera en l'art antic de Nara (del Període Tenpyō), però amb més moviment, realisme i energia. És probable que es fes càrrec de l'Escola Kei al voltant del 1195, any en què va rebre el títol d'hōgen del seu pare.
Havent obtingut reconeixement a l'est i a Nara, Unkei se n'anà a Kyoto cap al 1196 per a participar en les restauracions de Jingo-ji i Tō-ji. També va esculpir els dos Niō per a la gran porta sud de Tō-ji i dos deva per a la porta interior de Jingo-ji (ara desapareguda). També se li atribueixen estàtues a Takisan-ji (Aichi) i Kongōbu-ji (Wakayama), el centre de l'escola budista Shingon en què feu els vuit acòlits (dōji) de Fudō myōō, sis dels quals encara existeixen. El seu treball va impressionar el shogun Yoritomo no Minamoto i es va convertir en mestre busshi (daibusshi) a Tō-ji el 1198. Com que Tō-ji era un dels temples principals de la capital imperial, aquest nomenament reflectia la posició dominant adquirida per l'Escola Kei de Nara al Japó durant la dècada dels 1190. També va obrir un taller a Kyoto per difondre l'estil Nara més àmpliament per tot el Japó.
Cap al 1208-1212, Unkei, en el punt àlgid del seu poder, tornà a treballar a Kōfuku-ji. Les estàtues que creà aleshores, en particular Mujaku i Seshin que flanquegen Miroku a Hokuen-dō, donen testimoni del seu talent artístic. Durant les dècades del 1210 i del 1220, treballà sobretot per a samurais, i feu retrats esculpits, així com algunes estàtues per a temples, inclòs el Jibutsu-do. El seu darrer projecte conegut data del 1223 a Kōzan-ji. Va morir l'11 de desembre del 1223, segons el Tō-ji shodō engi.
Les seues obres foren reconegudes entre els samurais, els nous mestres del Japó que apreciaven la força i el poder del seu art. Amb aquest reconeixement, Unkei fou honorat amb els títols de hokkyō el 1193, hōgen el 1195 i en acabant hōin el 1203, el títol més alt possible per a un busshi.  Els seus deixebles foren els seus fills Tankei (que el va succeir com a cap de l'Escola Kei), Koun (a vegades identificat com a Jōkei, sense certesa), Kobei, Kosho, Unga i Unjö, que en perpetuaren l'estil.

## Estil i obres principals

### Formació del seu art

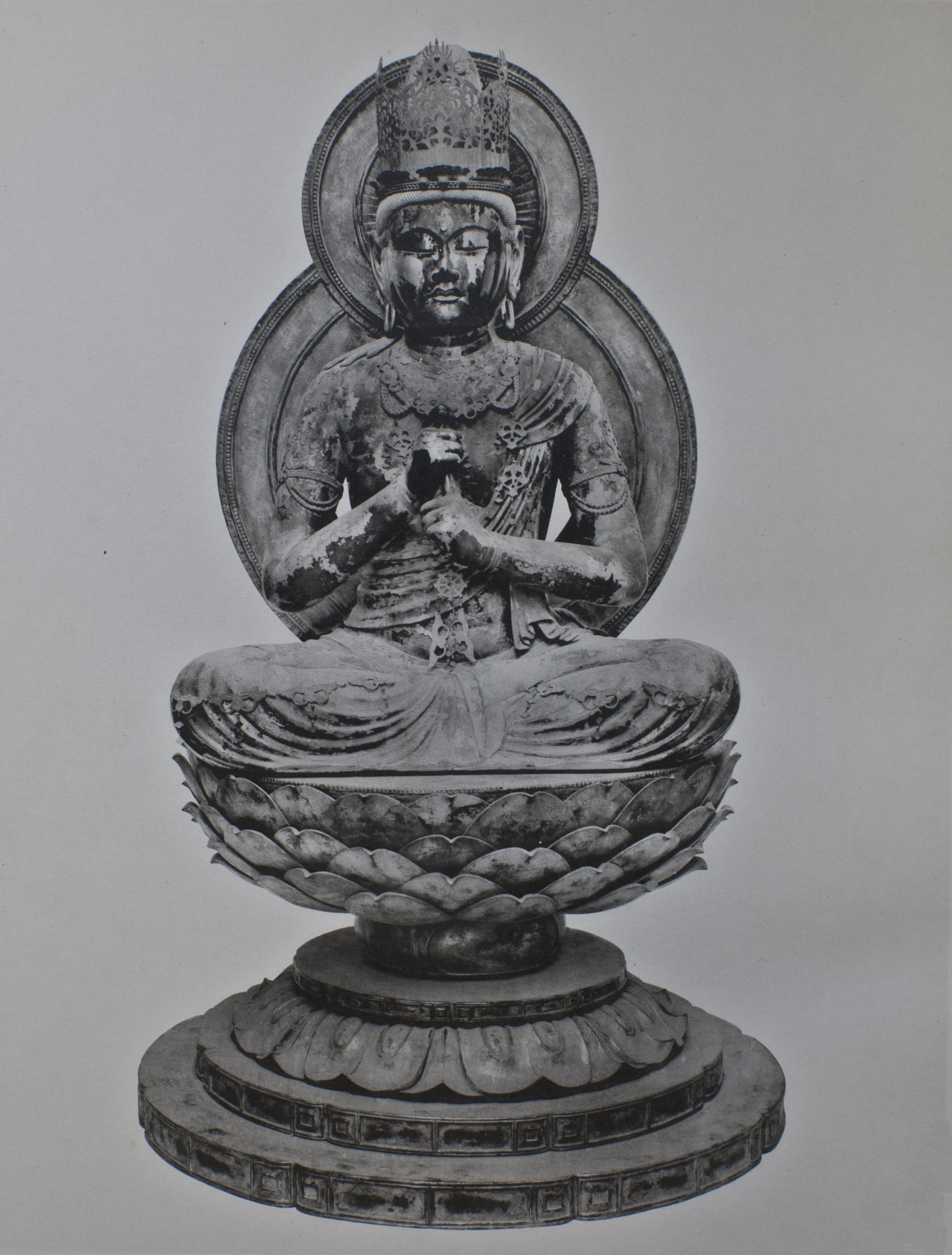
Dainichi nyōrai d'Enjō-ji, cap als 1175–1176,

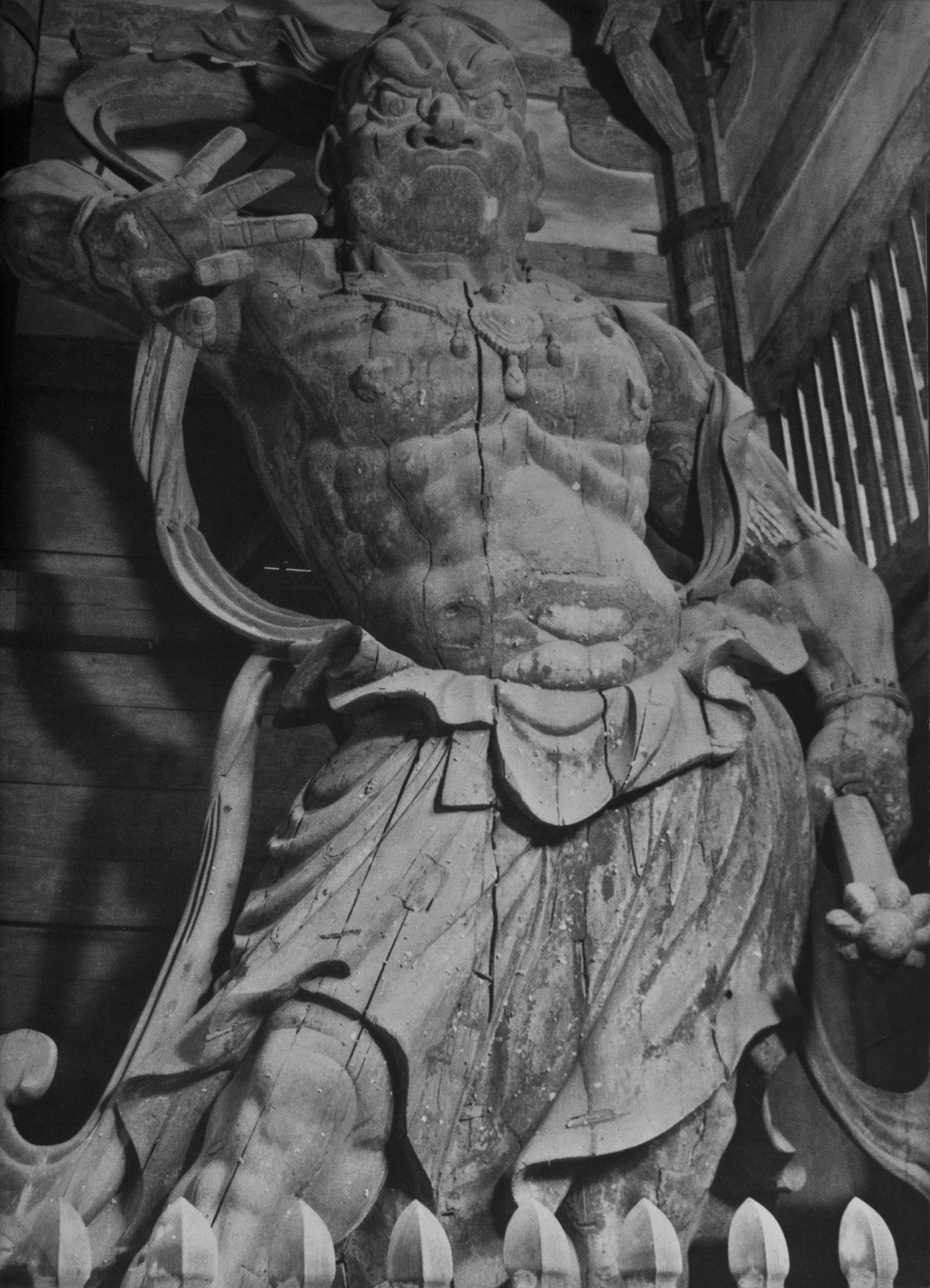
Ungyō, Niō de Nandaimon a Tōdai-ji, 1203,

Unkei va continuar i completar la recerca del realisme iniciada per son pare en escultura. La proximitat amb aquest es nota en les primeres obres, com ara el Buda Dainichi d'Enjō-ji (cap al 1175-1176), en què combina el classicisme i un cert desig de naturalisme. Però si Kōkei encara es manté a prop dels cànons del període Heian, Unkei se n'allibera totalment per crear un art personal nou.
A Nara, Unkei havia estudiat l'art Tenpyō (una època en què la ciutat era la capital imperial del Japó), al qual va romandre molt unit; després, les seues estades a l'est i a Kyoto li permeteren aprofundir en la recerca artística. Va poder submergir-se a l'est (àrea de la nova capital, Kamakura) en l'atmosfera austera dels guerrers de Kamakura, mentre que a Kyoto s'enfrontà a les obres dels mestres de l'escultura en fusta del Període Heian, en particular Jōchō i els seus successors. L'estil que en va sorgir es caracteritza per un realisme molt aconseguit, per l'heroisme, i la impressió de moviment i força. A diferència de l'estil elegant i delicat de Kaikei, el seu company aprenent sovint considerat el seu rival, l'art d'Unkei era decididament poderós. Emfasitzava els rostres plens i vius, la musculatura corporal, els patrons complexos de les cortines. Va perfeccionar amb l'Escola Kei la tècnica del yosegi per a alliberar-se encara més dels límits del material, multiplicant les peces esculpides i ajudant-se amb escultors assistents; els dos Niō de Tōdai-ji estan formats per unes tres mil peces. I utilitzava vidres per a accentuar el realisme dels ulls.
Les estàtues que va crear durant la seua estada a l'Est entre els 1186 i 1189 mostren les seues primeres innovacions profundes en estil, amb un punt d'inflexió en el seu art personal, tot i que la gènesi d'aquestes contribucions es debat hui. Dues estàtues d'Amida hi romanen: la primera a Ganjōju-in té un aspecte molt masculí, amb una part superior del cos ampla, amb la roba seguint fluidament la forma muscular; la segona a Jōraki-ji ofereix una visió del seu estil heroic amb les robes profundament tallades. El Fudō myōō i el Bishamonten de Ganjōju-in no tenen res en comú amb l'escultura japonesa dels segles anteriors i les primeres obres de l'escultor. Unkei sembla congelar-los en un moment d'intensa tensió o acció, amb proporcions convincents, alhora que revela en les cares l'emoció del moment i una identitat individual pròpia; personifica la seua obra com mai abans ho havia fet.

### Maduresa

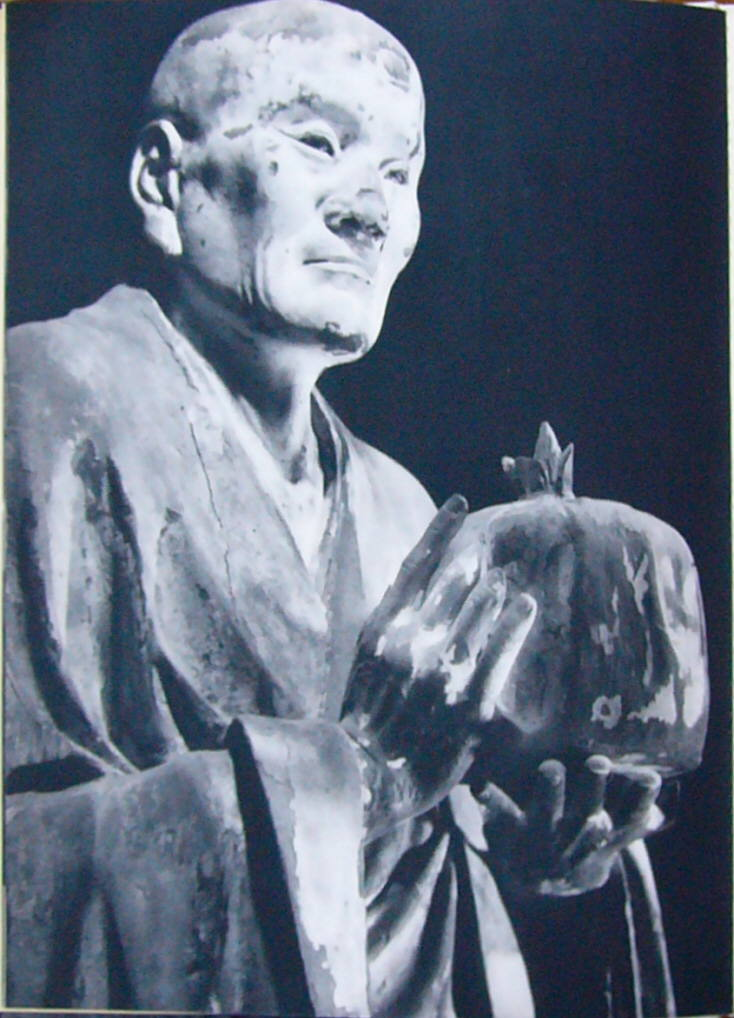
Mujaku al Hokuen-dō de Kōfuku-ji, 1208-1212,

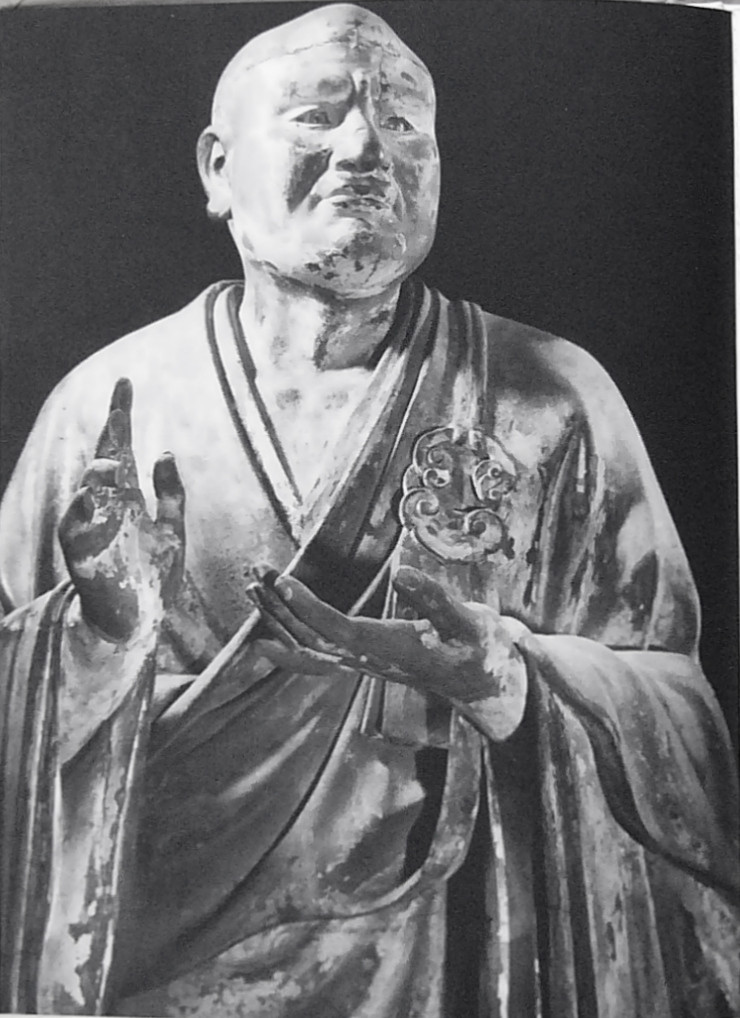
Seshin al Hokuen-dō de Kōfuku-ji, 1208-1212,

Els dos Niō (o Kongō-rikishi, "reis guardians", anomenats Ungyō i Agyō) de la gran porta sud (Nandaimon) de Tōdai-ji són dels exemples més representatius de l'Escola Kei. Es caracteritzen pel dinamisme i la impressió de moviment, amb un cos prim, músculs prominents, roba fluida i rostre ferotge. Fets en uns dos mesos i amb una alçada de més de vuit metres, requerien la participació de molts ajudants. La tradició atribueix la direcció de cada Niō a Unkei (per a Ungyō) i Kaikei (per a Agyō); alguns treballs recents (des de les restauracions completades el 1993), però, qüestionen el paper exacte d'Unkei: potser col·laborà amb Kaikei en Agyō, o potser supervisà tot el projecte com a director de l'escola.
El conjunt format pels Miroku asseguts (pintura i pa d'or sobre fusta de katsura) flanquejats pels Mujaku i Seshin (fusta pintada) dempeus a l'Hokuen-dō de Kōfuku-ji conforma l'exemple més brillant del seu art. Els Miroku no respecten pas les proporcions estilitzades i antinaturals de Jōchō del segle X, sinó que són realistes i equilibrades, i el tors n'és menys massiu. L'expressió és més nostàlgica, compassiva, quasi humana. Mujaku i Seshin són dues figures del budisme hindú, patriarques de la secta Cittamātra (de la qual deriva l'escola Hossō-shū del Japó) que han adquirit l'estatus d'arhat, és a dir, proper al títol de Buda. Unkei els representa amb un realisme perfecte. Mujaku, potser sostenint una relíquia a les mans, sembla estar meditant; té la cara demacrada i els ulls profunds són commovedors en la seua intensitat. Pel que fa a Seshin, els gestos suggereixen expressió i la seua complexió més arredonida el fan més expansiu i accessible. Totes dues estàtues estan vestides amb una túnica de monjo amb plecs irregulars molt modelats. Unkei expressa d'una manera vívida i individualitzada la qualitat humana i intel·lectual d'aquestes tres figures: l'emoció commovedora de Seshin, la serenitat de Mujaku i la solemnitat de Miroku. Hiromichi Soejima descriu aquestes dues obres com "la millor de totes les escultures japoneses".

## Posteritat
Unkei és, amb o abans de Kaikei, depenent de la sensibilitat, el mestre més gran de l'escultura de Kamakura, i va inspirar molts artistes de l'època, en especial l'escultura de la capital, Kamakura, l'Escola Zenpa, molts escultors de les escoles In i En, i els seus successors de l'Escola Kei. En general, la seua influència perdurà segles després de la seua mort. Tanmateix, els seus hereus caigueren aviat en els paranys de la imitació sense buscar originalitat. El període Kamakura marca, així, la darrera edat d'or de l'escultura japonesa.
Els documents contemporanis atribueixen unes setanta estàtues a Unkei, i hui se'n conserven poc menys de trenta. Pel que fa al preu actual, el Buda de fusta daurada de Dainichi nyōrai, de 66 cm  d'alçada i que conté a dins bibelots simbòlics, relíquies, dues petites pagodes i una bola de vidre, es va vendre per quasi 15 milions de dòlars al Christie's de Nova York a una associació religiosa japonesa d'un temple budista de Tòquio.